# Apocepon digitatum
Apocepon digitatum är en kräftdjursart som beskrevs av Jan Hendrik Stock 1960. Apocepon digitatum ingår i släktet Apocepon och familjen Bopyridae. Inga underarter finns listade i Catalogue of Life.